# 8. pehotna divizija (ZDA)
Za druge 8. divizije glejte 8. divizija.
8. pehotna divizija (izvirno angleško 8th Infantry Division) je bila pehotna divizija Kopenske vojske ZDA.